# Johannes Vares
Johannes Vares (né le 12 janvier 1890 - 29 novembre 1946), également connu sous le nom de plume Johannes Vares Barbarus est un poète, médecin et homme politique estonien.

## Biographie
Vares naît dans le village de Heimtali, situé aujourd'hui dans la paroisse de Paistu, région de Viljandi  en Estonie et il étudie au lycée de Pärnu.
Il fait ensuite des études de médecine à l'université de Kiev en Ukraine.
Vares est mobilisé durant la Première Guerre mondiale et sert comme médecin militaire avant d'occuper le même poste durant la guerre d'indépendance de l'Estonie (1918-1920).
Il refuse la croix de la Liberté qui lui est décernée pour sa participation dans ce dernier conflit.
Vares exerce par la suite comme médecin à Pärnu et devient un poète célèbre et engagé sous l'étiquette socialiste radical.
Il est alors connu sous le nom de plume de Johannes Barbarus.
Lorsque l'Armée rouge envahit la république d'Estonie en juin 1940, Vares est nommé, à la stupéfaction de tous ceux qui le connaissent, premier ministre du gouvernement fantoche installé par les occupants jusqu'en août 1940.
Il devient ensuite membre du comité central du Parti communiste d'Estonie le 12 septembre 1940.
À la suite de l'invasion de l'Estonie par l'Allemagne en 1941, Vares s'enfuit en Union soviétique où il vit en exil de 1941 à 1944 jusqu'à la reconquête de l'Estonie par les russes.
Après son retour en Estonie, Vares fait l'objet d'une enquête de la police politique soviétique NKVD sur ses activités au cours de la guerre d'indépendance de l'Estonie.
Il se suicide à Tallinn en novembre 1946.

## Sources
- (en) Cet article est partiellement ou en totalité issu de l’article de Wikipédia en anglais intitulé « Johannes Vares » (voir la liste des auteurs).